# Minden (Nevada)
Minden je sídlo se statusem neustaveného města (unincorporated town) v okrese Douglas County ve státě Nevada ve Spojených státech amerických. Je zároveň správním střediskem tohoto okresu. V rámci stejnojmenného území pro sčítání lidu (census-designated place) žije přibližně 3 400 obyvatel.
V letech 1905 a 1906 byla do oblasti Mindenu přivedena železniční trať z Carson City. Heinrich Friedrich Dangberg Jr. zde založil městečko, které pojmenoval po německém Mindenu, poblíž kterého se narodil jeho otec. Centrum současného městečka vzniklo postupně do roku 1940.
Mindenem prochází silnice U.S. Route 395, severně od městečka se nachází letiště.